# 大宇巴士
DAEWOO 大宇商用车公司（韓語：자일대우상용차주식회사，英文：Zyle Daewoo Bus Commercial Vehicle）是以生產大型巴士整車與底盤為主的製造商，總部位於韓國富川，成立於2002年。主要以大型運輸業為主要服務對象，在企業識別標誌方面則近似通用大宇汽車。

## 各地製造商
- 秭一大宇巴士公司（ 釜山）
- 桂林大宇（ 中国）

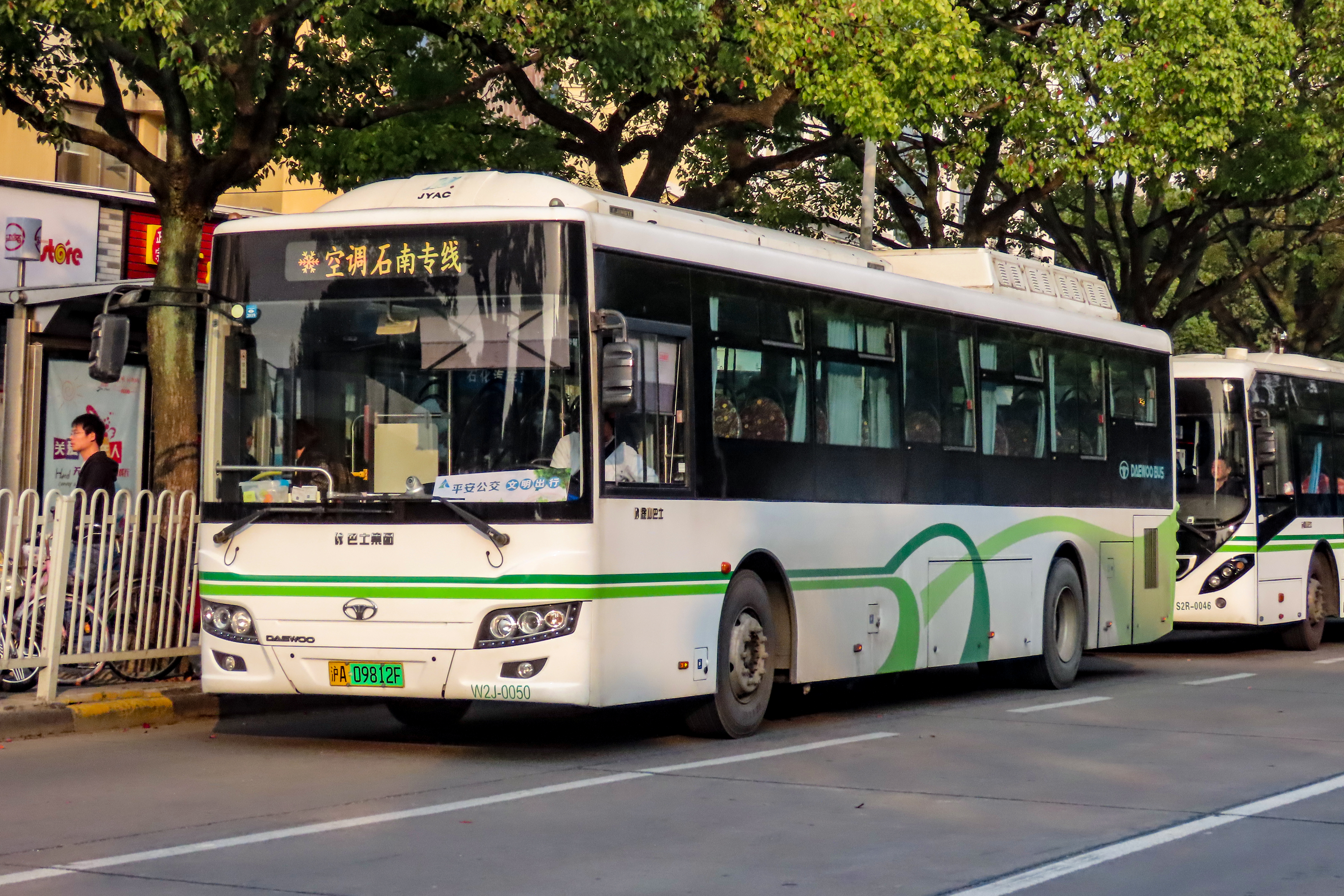
上海万象汽车制造有限公司生产的象牌SXC6120GHEV2型，挂有大宇标志

- 上海万象大宇（ 中国）上海万象汽车与韩国大宇客车的合作已于2018年结束
- 大宇巴士公司（ ）
- Vidamco通用大宇（ 越南河內）
- FIDC（ 菲律賓）
- WILLER ALLIANCE Inc.（ 日本東京）
- 秭一大宇巴士公司（ ）
- 成運汽車股份有限公司（ 臺灣）

## 各類巴士底盤／成車

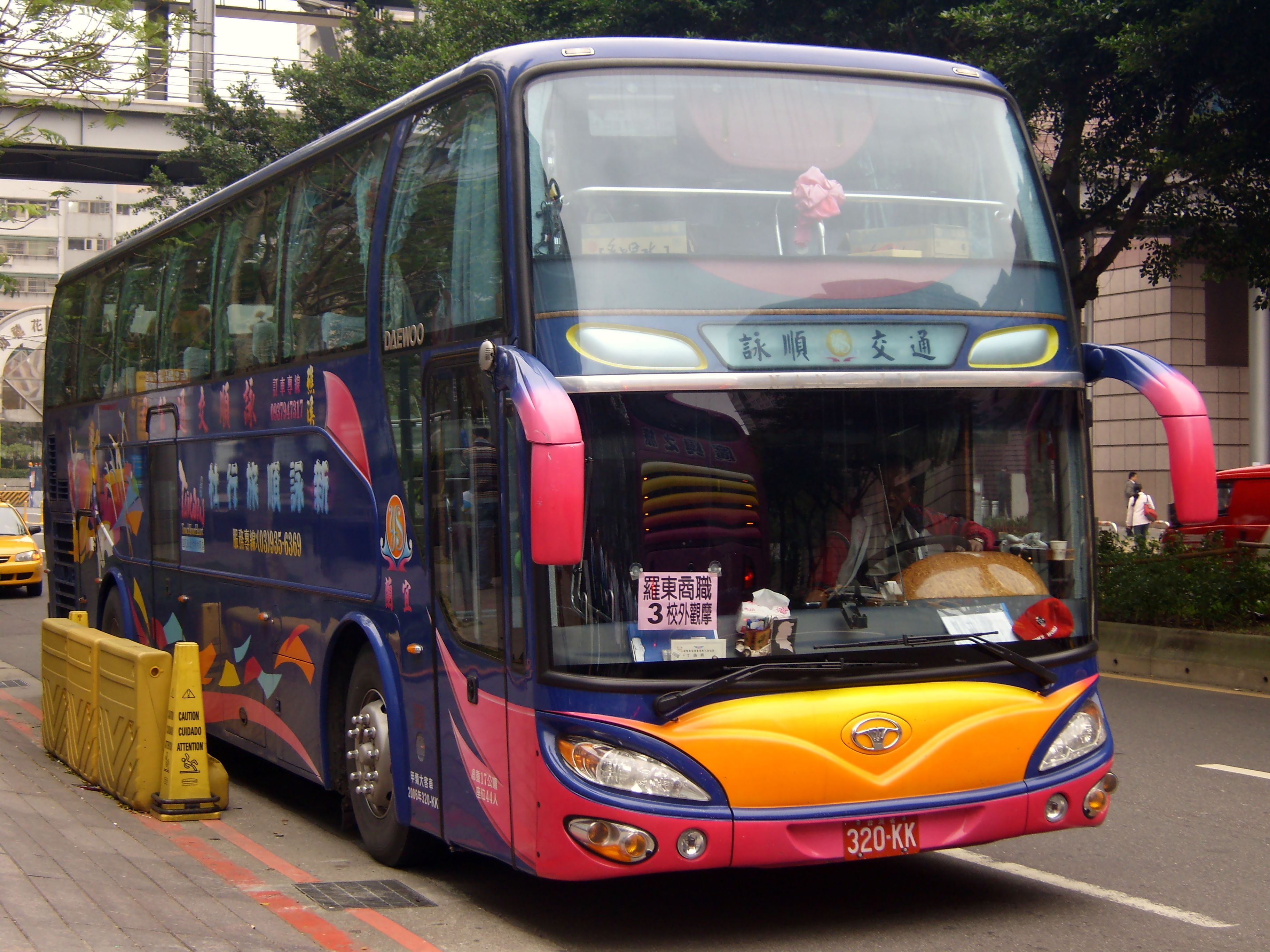
大宇巴士在臺灣組裝底盤，讓其他家車體廠自行採購打造車身的範例

圖為南杰(名仕)車體打造 BH117K 380]]
大型運輸用，旅遊巴規格

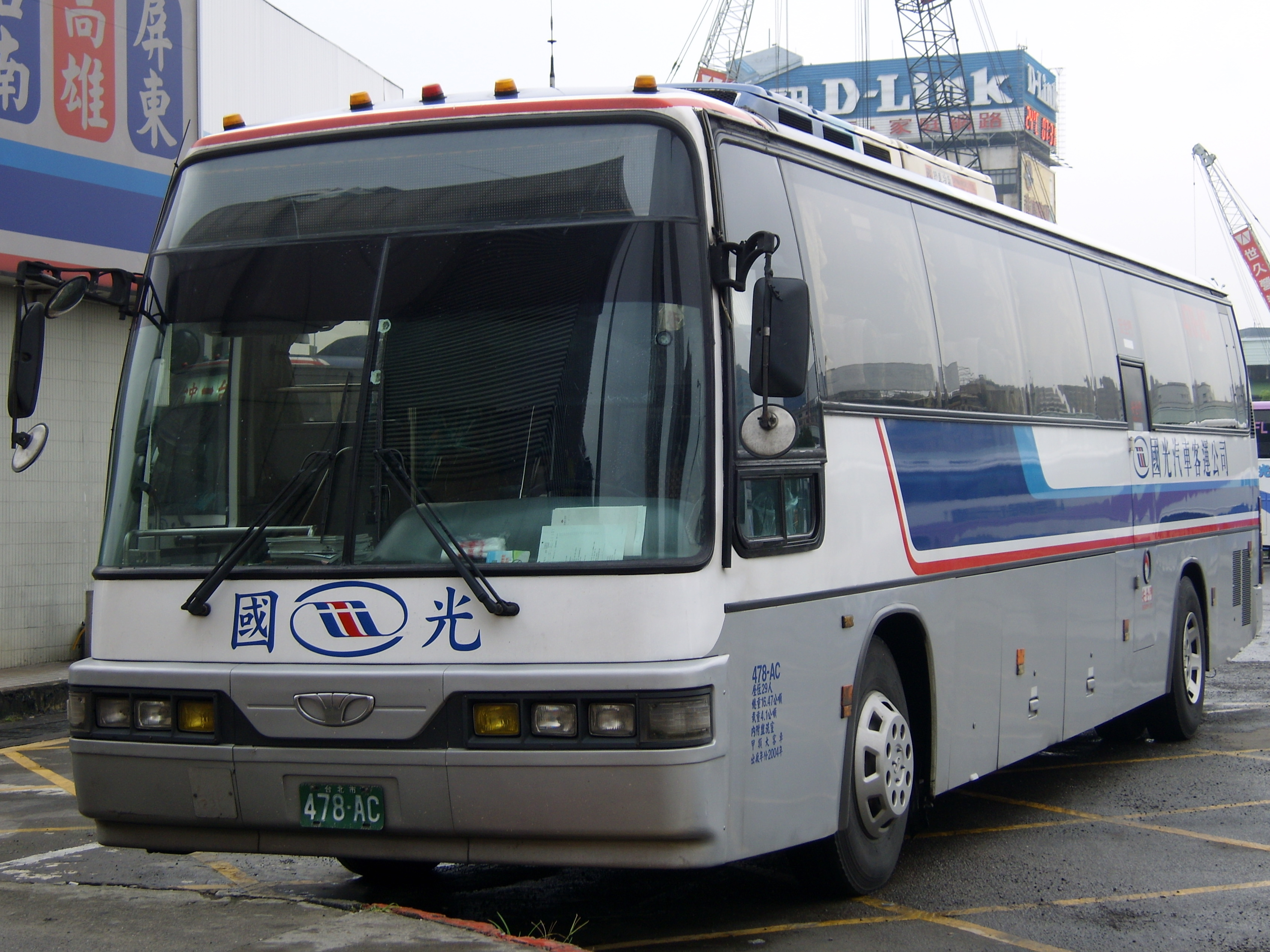
成運汽車打造 國光客運的Daewoo BH120-3T

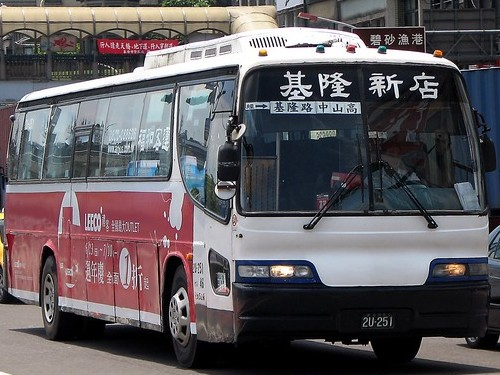
福和客運「基隆─新店」線採用的Daewoo BH117H

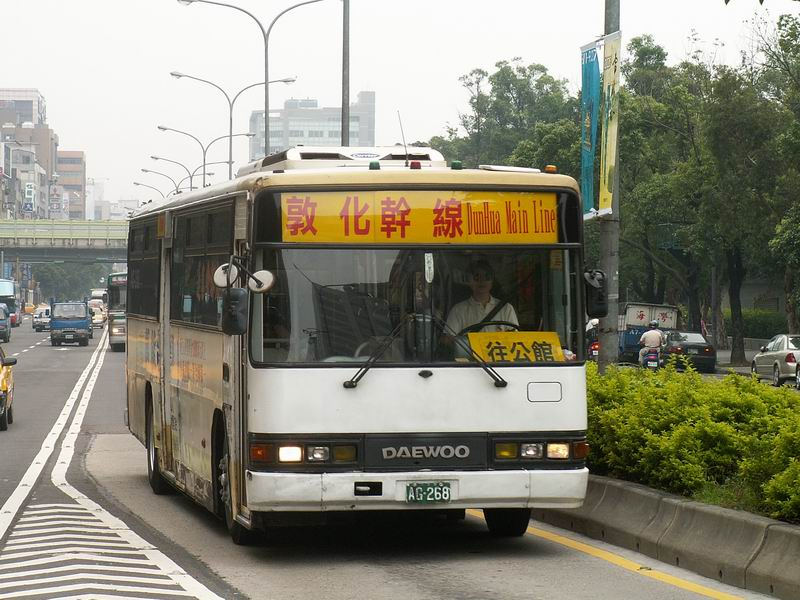
Daewoo BH115V曾被台北市公車處（現為大都會客運）採購，現已報廢

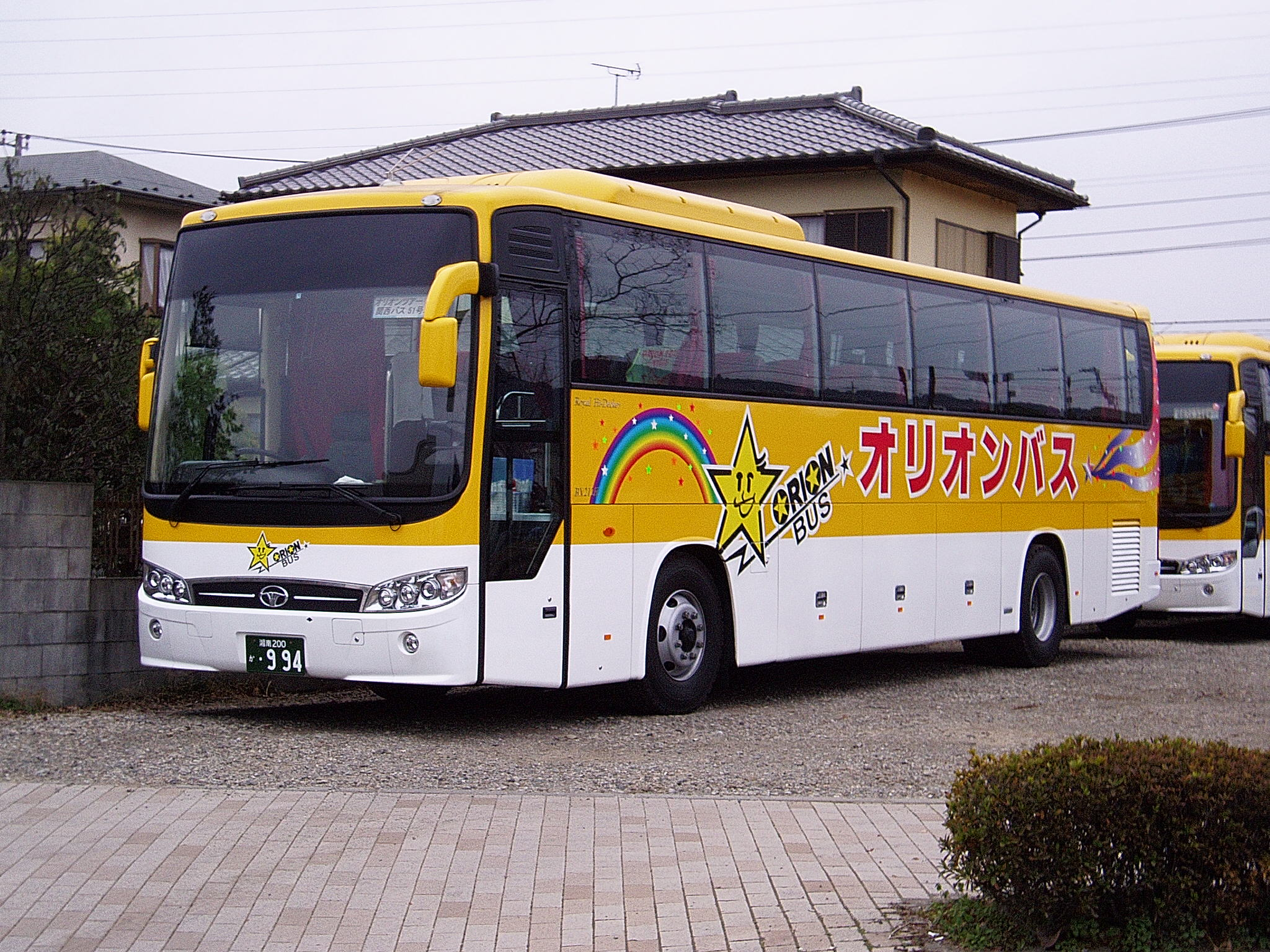
Daewoo BX212 日本版

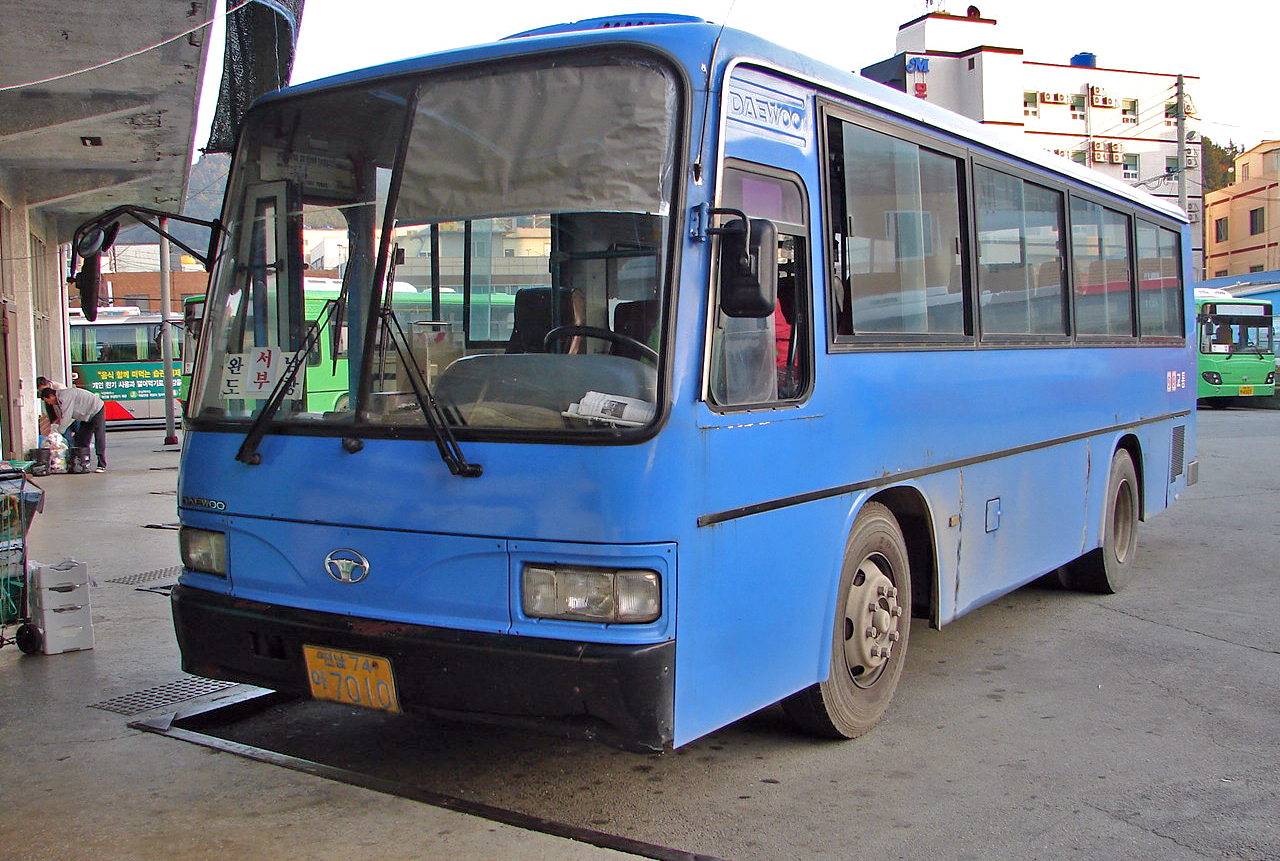
Daewoo BM090

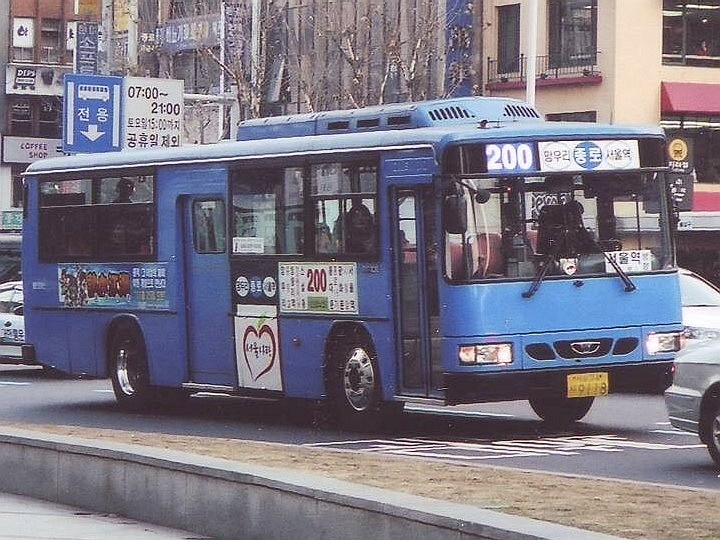
Daewoo BS106

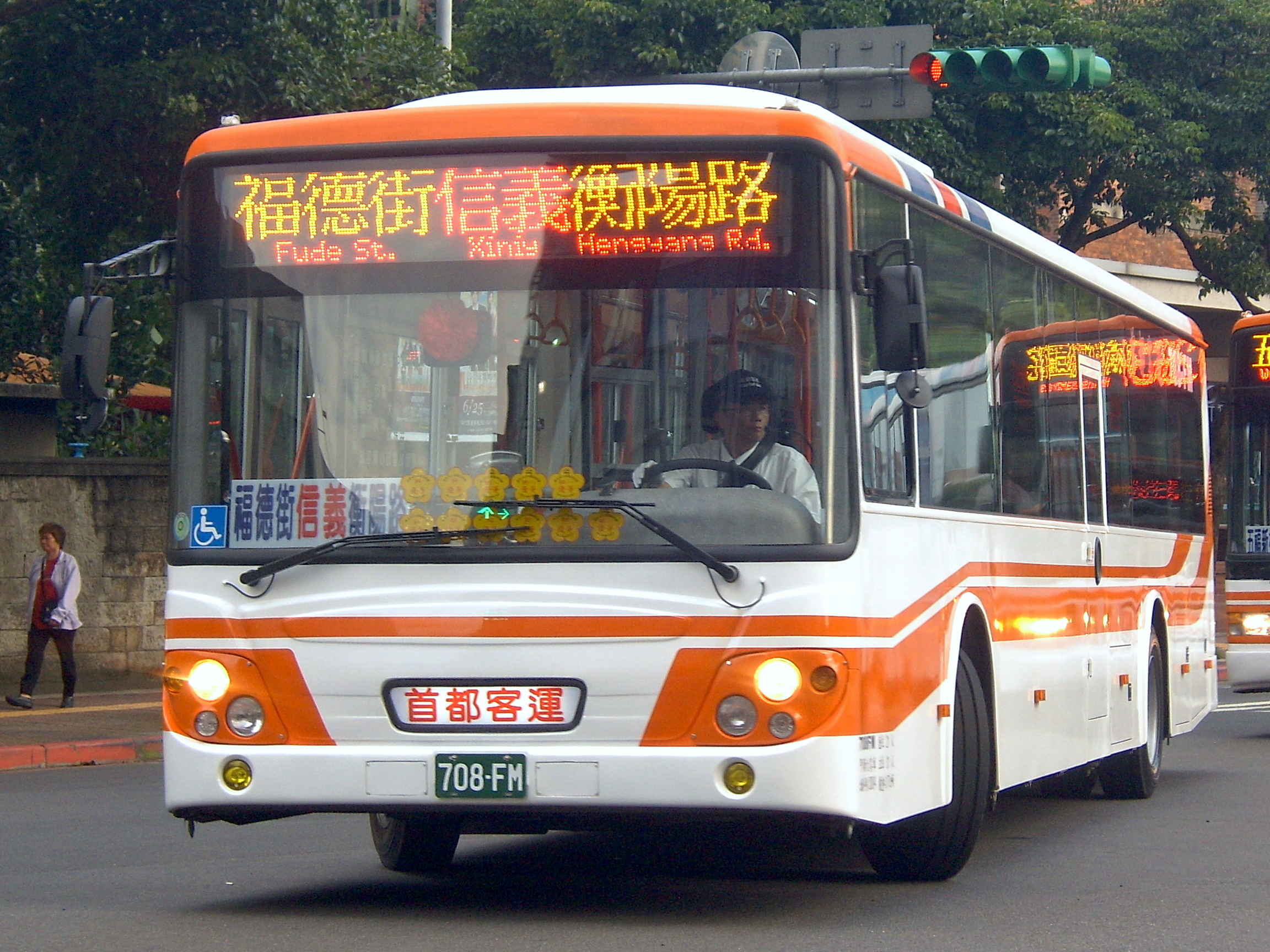
首都客運的Daewoo BS120CN

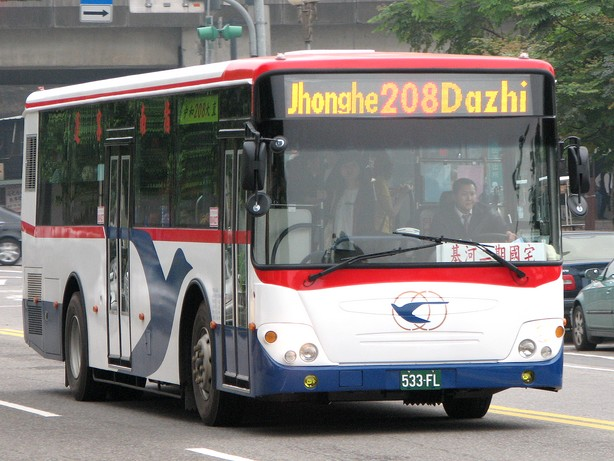
指南客運的Daewoo BC211MA

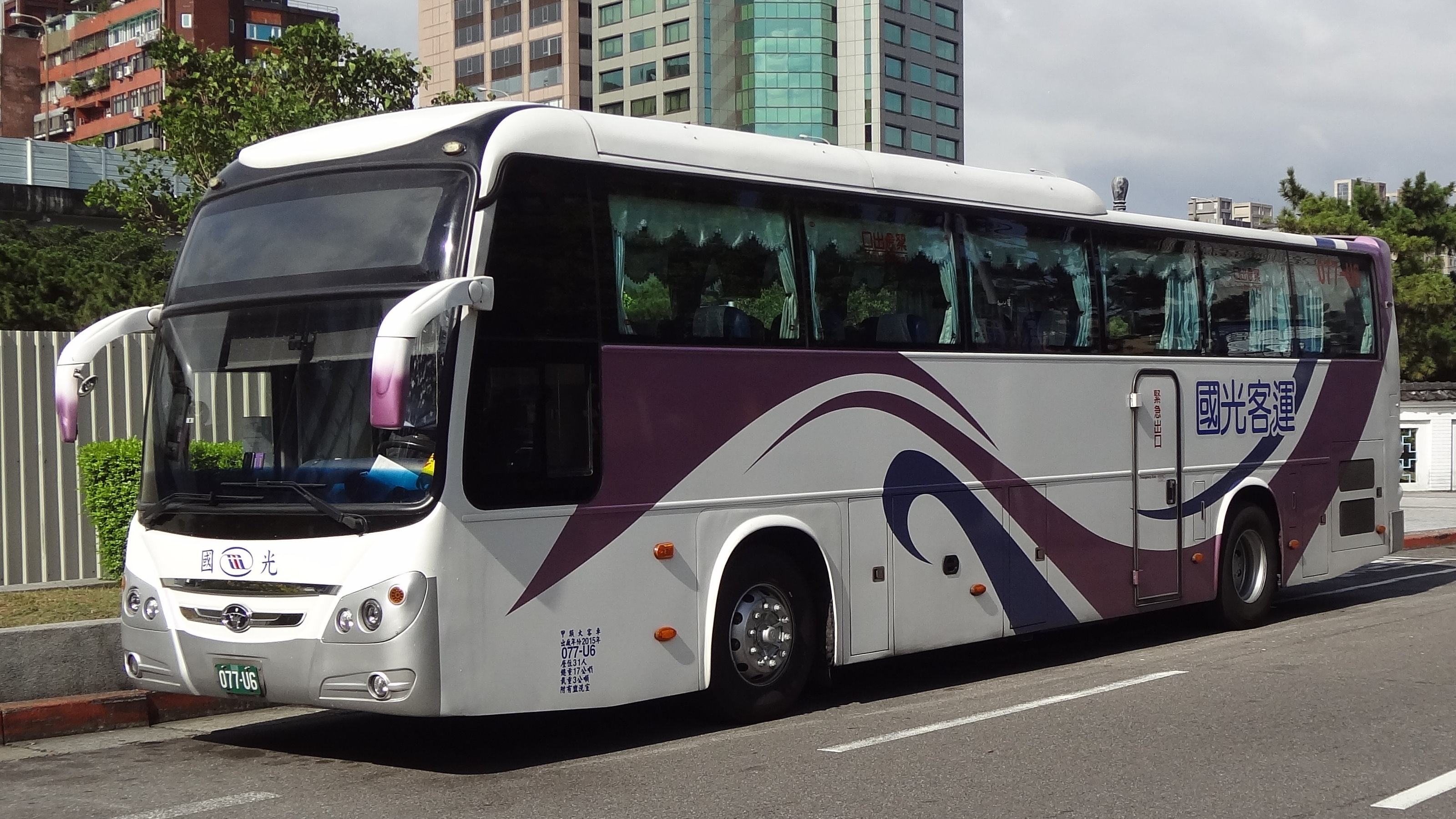
國光客運Daewoo BX212MT

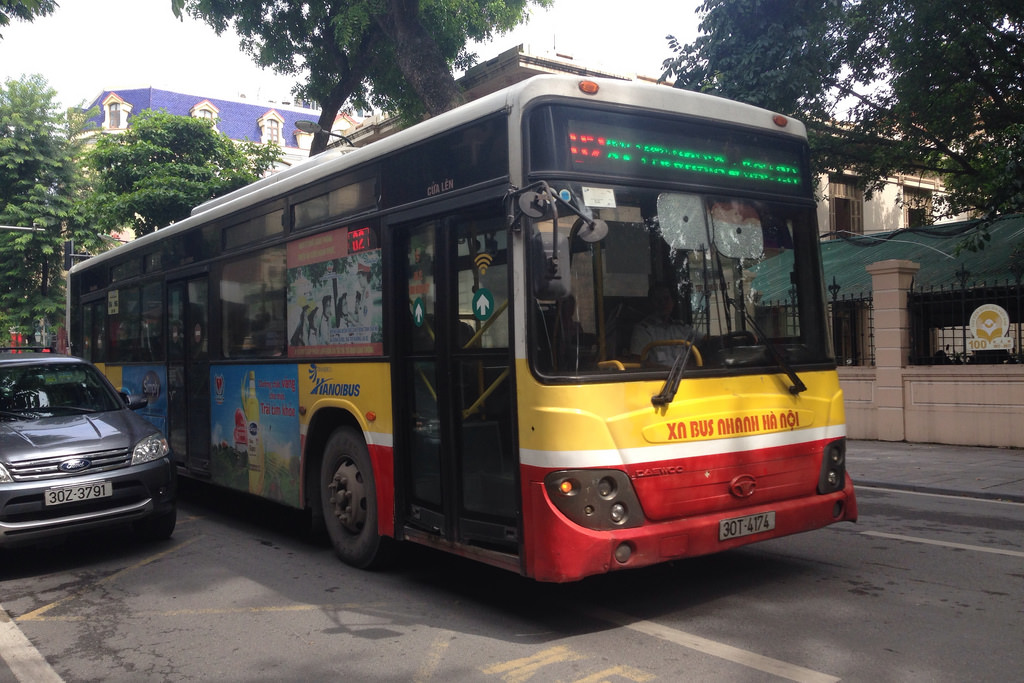
Daewoo BC212越南三門公車

- BX212H/S Royal High-decker
- BH120F Royal Cruiser
- BH119 Royal Special
- BH117H Royal Cruistar
- BH117L（For Hong Kong）
- BH116 Royal Luxury
- BH115E Royal Ecomomy
- BH115H Royal Express

中型運輸用
- BF116
- BH090 Royal Star

一般公共汽車
- BS120CN（全低地台，Natural gas vehicle, NGV）
- BS110CN（全低地台，NGV/Diesel）
- BS120SN(低入口巴士)
- BV120MA(非低地台，2踏)
- BC211M（非低地台，NGV/Diesel）
- BS106/106L Royal City（非低地台，NGV/Diesel）
- BS090 Royal Midi(非低地台)

### 新進汽車集團（1955-1971）
- Shinjin Micro Bus（1962）
- Shinjin Light Bus（1965）
- Pioneer（1965）
- FB100LK（1966）
- B-FB-50（1966）
- DB102L（1968）
- DHB400C（1970）
- DAB（1970）
- RC420TP（1971）

### 韓國通用汽車（1972-1976）
- DB105LC（1972）
- BD50DL（1973）
- BLD24（1973）
- BD098（1976）
- BD101（1976）
- BU100/110（1976）

### 世韓汽車公司（1976-1983）
- BU120（1976）
- BL064（1977）
- BF101（1977）
- BR101（1980）
- BH120（1981）
- BV113（1982）
- BF105（1982）

### 大宇汽車公司（Next 1, 1983-1994）
- BV101（1983）
- BH115H（1986）
- BH120H（1985）
- BS105（1986）
- BU113（1986）
- BF120（1987）
- BS106（1991）
- BH120F（1992）
- BH113（1994）

### 大宇重工業（1994-1999）
- BH117H（1995）

曾有三軸版底盤出口巴西
- BM090（1996）
- BH116（1997）
- BH115E（1998）

### 大宇汽車公司（Next 2, 1999-2002）
- BF106（2001）
- BH090（2001）
- BS090（2002）
- BV120MA（2002）
- BS120CN（2002）

### 上海万象大宇（2006-2017）
- SXC6105G
- SXC6105G3
- SXC6105G3A
- SXC6105G4
- SXC6105G4B
- SXC6105G4N
- SXC6105G5
- SXC6105G5N
- SXC6105GBEV
- SXC6106G4L*SXC6106HA
- SXC6110CBEV
- SXC6110GBEV
- SXC6110GBEV3
- SXC6110GHEV
- SXC6110GSHEV
- SXC6120C
- SXC6120G3
- SXC6120G3A
- SXC6120G4
- SXC6120G4B
- SXC6120G5
- SXC6120G5N
- SXC6120GBEV3
- SXC6120GD\
- SXC6120GD-1
- SXC6120GHEV
- SXC6120GHEV2
- SXC6120T3
- SXC6121G5

### 成運汽車（今天）ROC
- BH117K 380hp CUMMINS引擎 油壓輔助煞車系統 EURO3（2003-2006）
- BX212 360hp 430hp EURO4（2007-2012）
- BX212MT 430hp EURO4（2009-至今 EURO4-EURO5)
- BS120CN 300hp 油壓輔助煞車系統 （2008-2017 EURO4-EURO5）
- BS120SN 347hp 油壓輔助煞車系統 （2014-2016 EURO5）
- MB120NS 300hp 油壓輔助煞車系統 （2015 EURO5）
- BS110SN 300hp 油壓輔助煞車系統 （2014-2015 EURO5）
- BS110ML 285hp（2005-2007 EURO3）
- BC211M 250hp（2009 EURO4）
- BC211MA 285hp（2005-2007 EURO3）
- BC211MA 300hp（2010-至今 EURO4-EURO5）
- BC211ML 300hp（2009-2012 EURO4）
- FX SERIES 340hp EURO4 電磁輔助煞車系統（2007-2013）【FX115,FX116,FX117,FX118,FX120,FX212】
- BH117K 340hp 430hp 油壓輔助煞車系統（2013-2016）EURO5
- BH115K 340hp 油壓輔助煞車系統 (2013-至今) EURO5
- TX4312 430hp 油壓輔助煞車系統 EURO5(2016-至今)
- TX3406A 340hp 油壓輔助煞車系統EURO5 (2018-至今)

## 參閱
- 大宇集團
- 康明斯
- 塔塔大宇商用車

## 外部連結
- 秭一大宇商用车韓文網 （页面存档备份，存于）
- 秭一大宇商用车哈萨克斯坦網 （页面存档备份，存于）

1. ↑  .   [2022-12-11]. （原始内容存档于2022-12-11）.